# ISO 3166-2:FR
La norme ISO 3166-2 permet de désigner les principales subdivisions administratives d'un pays par un code en quelques chiffres et/ou lettre. Cet article reprend les subdivisions françaises.
Pour des codes complémentaires (code Insee et Eurostat/NUTS), voir également l’article : codes géographiques de la France)

## Mises à jour
| Date de m. à j. | Description de la modification |
| --------------- | --- |
| 2021-11-25      | Ajout de la catégorie Collectivité européenne en anglais et français ; ajout d’une Collectivité européenne FR-6AE ; ajout de la collectivité métropolitaine à statut particulier FR-69M ; modification du nom de catégorie remplacer département métropolitain par collectivité métropolitaine à statut particulier pour FR-75 ; modification du code de subdivision remplacer FR-75 par FR-75C ; ajout de la catégorie collectivité départementale d’outre-mer en anglais et français ; modification du nom de catégorie remplacer département d’outre-mer par collectivité départementale d’outre-mer pour FR-971, FR-974, FR-976 ; ajout de la catégorie collectivité territoriale unique d’outre-mer en anglais et français ; modification du nom de catégorie remplacer département d’outre-mer par collectivité territoriale unique d’outre-mer pour FR-972, FR-973 ; suppression du nom de catégorie département d’outre-mer ; suppression d’une région d’outre-mer FR-GF, FR-GP, FR-MQ, FR-RE, FR-YT ; suppression du nom de catégorie région d’outre-mer ; modification de la subdivision-mère de FR-67, FR-68 ; suppression de la subdivision-mère de FR-971, FR-972, FR-973, FR-974, FR-976 ; modification de la remarque, partie 2 ; mise à jour de la Liste Source et du Code Source. |
| 2020-11-24      | Modification du nom de catégorie remplacer collectivité par collectivité métropolitaine à statut particulier pour FR-COR ; modification du nom de catégorie remplacer département d’outre-mer par région d’outre-mer pour FR-GP, FR-RE, FR-YT ; modification du nom de catégorie remplacer région d’outre-mer par département d’outre-mer pour FR-GUA, FR-LRE, FR-MAY ; modification du code de subdivision remplacer FR-COR par FR-20R, FR-GUA par FR-971, FR-LRE par FR-974, FR-MAY par FR-976 ; attribution de la subdivision-mère à FR-971, FR-974, FR-976 ; modification de la subdivision-mère de FR-972, FR-973 ; suppression de la subdivision-mère de FR-GP, FR-RE, FR-YT ; modification du nom de catégorie remplacer collectivité territoriale d’outre-mer par collectivité d’outre-mer pour FR-BL, FR-MF, FR-PF, FR-PM, FR-WF ; ajout de la catégorie territoire d’outre-mer à statut spécifique, territoire d’outre-mer ; modification du nom de catégorie remplacer collectivité territoriale d’outre-mer par collectivité d’outre-mer à statut particulier pour FR-NC ; modification du nom de catégorie remplacer collectivité territoriale d’outre-mer par territoire d'outre-mer pour FR-TF ; mise à jour de la Liste Source et du Code Source.                                  |
| 2018-11-26      | Ajout du nom de catégorie « collectivité » en anglais et français ; modification du nom de catégorie remplacer région métropolitaine par collectivité pour FR-COR ; mise à jour de la Liste Source. |
| 2016-12-07      | Correction de la subdivision-mère de FR-02, FR-60, FR-80 ; remplacer FR-PDL par FR-HDF. |
| 2016-11-15      | Correction de l’erreur de saisie dans l’OBP comme suit : suppression de l’Île Clipperton, France métropolitaine dans le champ du Nom du territoire l’Île Clipperton, France métropolitaine dans le champ du Nom du territoire. |
| 2016-11-15      | Modification de la délimitation des régions, diminution de leur nombre de 22 à 13 en France métropolitaine ; modification de la subdivision-mère des départements métropolitains ; ajout des régions d’outre-mer FR-GUA, FR-LRE, FR-MAY ; modification de la catégorie de subdivision remplacer département d’outre-mer par collectivité territoriale d’outre-mer pour FR-RE, FR-MQ ; mise à jour de la Liste Source. |
| 2011-12-13      | Reprise de la NL II-2 à propos de l’organisation administrative ultramarine et remise en ordre alphabétique. |
| 2010-02-19      | Ajout du préfixe au premier niveau et reprise de l’ordre alphabétique des huit collectivités territoriales d’outre-mer. |
| 2007-09-21      | Ajout de Saint-Barthélemy, Saint-Martin et de l’Île Clipperton. |

### Depuis le 1^{er} janvier 2016 (13 régions)

Carte des 13 régions métropolitaines françaises (depuis 2016)

### Avant le 1^{er} janvier 2016 (22 régions)

Carte des 22 régions métropolitaines françaises (avant 2016)

## Régionsmétropolitaines

### Depuis le 1erjanvier 2016 (13 régions)
| Code                                               | Nom                        | Notes |
| -------------------------------------------------- | -------------------------- | --- |
| FR-ARA                                             | Auvergne-Rhône-Alpes       | Région créée le 1er janvier 2016 par fusion de 2 anciennes régions |
| FR-BFC                                             | Bourgogne-Franche-Comté    | Région créée le 1er janvier 2016 par fusion de 2 anciennes régions |
| FR-BRE                                             | Bretagne                   | Région inchangée en 2016 |
| FR-CVL                                             | Centre-Val de Loire        | Région inchangée en 2016 |
| FR-GES                                             | Grand Est                  | Région créée le 1er janvier 2016 par fusion de 3 anciennes régions |
| FR-HDF                                             | Hauts-de-France            | Région créée le 1er janvier 2016 par fusion de 2 anciennes régions |
| FR-IDF                                             | Île-de-France              | Région inchangée en 2016 |
| FR-NOR                                             | Normandie                  | Région créée le 1er janvier 2016 par fusion de 2 anciennes régions |
| FR-NAQ                                             | Nouvelle-Aquitaine         | Région créée le 1er janvier 2016 par fusion de 3 anciennes régions |
| FR-OCC                                             | Occitanie                  | Région créée le 1er janvier 2016 par fusion de 2 anciennes régions |
| FR-PDL                                             | Pays de la Loire           | Région inchangée en 2016 |
| FR-PAC                                             | Provence-Alpes-Côte d’Azur | Région inchangée en 2016 |
| Collectivités métropolitaines à statut particulier |                            | |
| FR-20R FR-COR                                      | Corse                      | Collectivité unique depuis le 1er janvier 2018, fusionnant les 2 départements avec l’ancienne collectivité territoriale (succédant à l'ancienne région) inchangée en 2016. |

### Avant le 1erjanvier 2016 (22 régions)
| Code | Nom                        | Code région (depuis le 1er janvier 2016) |
| ---- | -------------------------- | ---------------------------------------- |
| FR-A | Alsace                     | FR-GES (Grand Est)                       |
| FR-B | Aquitaine                  | FR-NAQ (Nouvelle-Aquitaine)              |
| FR-C | Auvergne                   | FR-ARA (Auvergne-Rhône-Alpes)            |
| FR-D | Bourgogne                  | FR-BFC (Bourgogne-Franche-Comté)         |
| FR-E | Bretagne                   | FR-BRE (Bretagne)                        |
| FR-F | Centre-Val de Loire        | FR-CVL (Centre-Val de Loire)             |
| FR-G | Champagne-Ardenne          | FR-GES (Grand Est)                       |
| FR-H | Corse                      | FR-20R FR-COR (Corse)                    |
| FR-I | Franche-Comté              | FR-BFC (Bourgogne-Franche-Comté)         |
| FR-J | Île-de-France              | FR-IDF (Île-de-France)                   |
| FR-K | Languedoc-Roussillon       | FR-OCC (Occitanie)                       |
| FR-L | Limousin                   | FR-NAQ (Nouvelle-Aquitaine)              |
| FR-M | Lorraine                   | FR-GES (Grand Est)                       |
| FR-N | Midi-Pyrénées              | FR-OCC (Occitanie)                       |
| FR-O | Nord-Pas-de-Calais         | FR-HDF (Hauts-de-France)                 |
| FR-P | Basse-Normandie            | FR-NOR (Normandie)                       |
| FR-Q | Haute-Normandie            | FR-NOR (Normandie)                       |
| FR-R | Pays de la Loire           | FR-PDL (Pays de la Loire)                |
| FR-S | Picardie                   | FR-HDF (Hauts-de-France)                 |
| FR-T | Poitou-Charentes           | FR-NAQ (Nouvelle-Aquitaine)              |
| FR-U | Provence-Alpes-Côte d’Azur | FR-PAC (Provence-Alpes-Côte d’Azur)      |
| FR-V | Rhône-Alpes                | FR-ARA (Auvergne-Rhône-Alpes)            |

## Départementsmétropolitains (96)

Carte de France

| Code  | Nom                     | Code région (depuis le 1er janvier 2016) | Code région (avant le 1er janvier 2016) |
| ----- | ----------------------- | ---------------------------------------- | --------------------------------------- |
| FR-01 | Ain                     | FR-ARA (Auvergne-Rhône-Alpes)            | FR-V (Rhône-Alpes)                      |
| FR-02 | Aisne                   | FR-HDF (Hauts-de-France)                 | FR-S (Picardie)                         |
| FR-03 | Allier                  | FR-ARA (Auvergne-Rhône-Alpes)            | FR-C (Auvergne)                         |
| FR-04 | Alpes-de-Haute-Provence | FR-PAC (Provence-Alpes-Côte d’Azur)      | FR-U (Provence-Alpes-Côte d’Azur)       |
| FR-05 | Hautes-Alpes            | FR-PAC (Provence-Alpes-Côte d’Azur)      | FR-U (Provence-Alpes-Côte d’Azur)       |
| FR-06 | Alpes-Maritimes         | FR-PAC (Provence-Alpes-Côte d’Azur)      | FR-U (Provence-Alpes-Côte d’Azur)       |
| FR-07 | Ardèche                 | FR-ARA (Auvergne-Rhône-Alpes)            | FR-V (Rhône-Alpes)                      |
| FR-08 | Ardennes                | FR-GES (Grand Est)                       | FR-G (Champagne-Ardenne)                |
| FR-09 | Ariège                  | FR-OCC (Occitanie)                       | FR-N (Midi-Pyrénées)                    |
| FR-10 | Aube                    | FR-GES (Grand Est)                       | FR-G (Champagne-Ardenne)                |
| FR-11 | Aude                    | FR-OCC (Occitanie)                       | FR-K (Languedoc-Roussillon)             |
| FR-12 | Aveyron                 | FR-OCC (Occitanie)                       | FR-N (Midi-Pyrénées)                    |
| FR-13 | Bouches-du-Rhône        | FR-PAC (Provence-Alpes-Côte d’Azur)      | FR-U (Provence-Alpes-Côte d’Azur)       |
| FR-14 | Calvados                | FR-NOR (Normandie)                       | FR-P (Basse-Normandie)                  |
| FR-15 | Cantal                  | FR-ARA (Auvergne-Rhône-Alpes)            | FR-C (Auvergne)                         |
| FR-16 | Charente                | FR-NAQ (Nouvelle-Aquitaine)              | FR-T (Poitou-Charentes)                 |
| FR-17 | Charente-Maritime       | FR-NAQ (Nouvelle-Aquitaine)              | FR-T (Poitou-Charentes)                 |
| FR-18 | Cher                    | FR-CVL (Centre-Val de Loire)             | FR-F (Centre-Val de Loire)              |
| FR-19 | Corrèze                 | FR-NAQ (Nouvelle-Aquitaine)              | FR-L (Limousin)                         |
| FR-2A | Corse-du-Sud            | FR-20R FR-COR (Corse)                    | FR-H (Corse)                            |
| FR-2B | Haute-Corse             | FR-20R FR-COR (Corse)                    | FR-H (Corse)                            |
| FR-21 | Côte-d’Or               | FR-BFC (Bourgogne-Franche-Comté)         | FR-D (Bourgogne)                        |
| FR-22 | Côtes-d’Armor           | FR-BRE (Bretagne)                        | FR-E (Bretagne)                         |
| FR-23 | Creuse                  | FR-NAQ (Nouvelle-Aquitaine)              | FR-L (Limousin)                         |
| FR-24 | Dordogne                | FR-NAQ (Nouvelle-Aquitaine)              | FR-B (Aquitaine)                        |
| FR-25 | Doubs                   | FR-BFC (Bourgogne-Franche-Comté)         | FR-I (Franche-Comté)                    |
| FR-26 | Drôme                   | FR-ARA (Auvergne-Rhône-Alpes)            | FR-V (Rhône-Alpes)                      |
| FR-27 | Eure                    | FR-NOR (Normandie)                       | FR-Q (Haute-Normandie)                  |
| FR-28 | Eure-et-Loir            | FR-CVL (Centre-Val de Loire)             | FR-F (Centre-Val de Loire)              |
| FR-29 | Finistère               | FR-BRE (Bretagne)                        | FR-E (Bretagne)                         |
| FR-30 | Gard                    | FR-OCC (Occitanie)                       | FR-K (Languedoc-Roussillon)             |
| FR-31 | Haute-Garonne           | FR-OCC (Occitanie)                       | FR-N (Midi-Pyrénées)                    |
| FR-32 | Gers                    | FR-OCC (Occitanie)                       | FR-N (Midi-Pyrénées)                    |
| FR-33 | Gironde                 | FR-NAQ (Nouvelle-Aquitaine)              | FR-B (Aquitaine)                        |
| FR-34 | Hérault                 | FR-OCC (Occitanie)                       | FR-K (Languedoc-Roussillon)             |
| FR-35 | Ille-et-Vilaine         | FR-BRE (Bretagne)                        | FR-E (Bretagne)                         |
| FR-36 | Indre                   | FR-CVL (Centre-Val de Loire)             | FR-F (Centre-Val de Loire)              |
| FR-37 | Indre-et-Loire          | FR-CVL (Centre-Val de Loire)             | FR-F (Centre-Val de Loire)              |
| FR-38 | Isère                   | FR-ARA (Auvergne-Rhône-Alpes)            | FR-V (Rhône-Alpes)                      |
| FR-39 | Jura                    | FR-BFC (Bourgogne-Franche-Comté)         | FR-I (Franche-Comté)                    |
| FR-40 | Landes                  | FR-NAQ (Nouvelle-Aquitaine)              | FR-B (Aquitaine)                        |
| FR-41 | Loir-et-Cher            | FR-CVL (Centre-Val de Loire)             | FR-F (Centre-Val de Loire)              |
| FR-42 | Loire                   | FR-ARA (Auvergne-Rhône-Alpes)            | FR-V (Rhône-Alpes)                      |
| FR-43 | Haute-Loire             | FR-ARA (Auvergne-Rhône-Alpes)            | FR-C (Auvergne)                         |
| FR-44 | Loire-Atlantique        | FR-PDL (Pays de la Loire)                | FR-R (Pays de la Loire)                 |
| FR-45 | Loiret                  | FR-CVL (Centre-Val de Loire              | FR-F (Centre-Val de Loire)              |
| FR-46 | Lot                     | FR-OCC (Occitanie)                       | FR-N (Midi-Pyrénées)                    |
| FR-47 | Lot-et-Garonne          | FR-NAQ (Nouvelle-Aquitaine)              | FR-B (Aquitaine)                        |
| FR-48 | Lozère                  | FR-OCC (Occitanie)                       | FR-K (Languedoc-Roussillon)             |
| FR-49 | Maine-et-Loire          | FR-PDL (Pays de la Loire)                | FR-R (Pays de la Loire)                 |
| FR-50 | Manche                  | FR-NOR (Normandie)                       | FR-P (Basse-Normandie)                  |
| FR-51 | Marne                   | FR-GES (Grand Est)                       | FR-G (Champagne-Ardenne)                |
| FR-52 | Haute-Marne             | FR-GES (Grand Est)                       | FR-G (Champagne-Ardenne)                |
| FR-53 | Mayenne                 | FR-PDL (Pays de la Loire)                | FR-R (Pays de la Loire)                 |
| FR-54 | Meurthe-et-Moselle      | FR-GES (Grand Est)                       | FR-M (Lorraine)                         |
| FR-55 | Meuse                   | FR-GES (Grand Est)                       | FR-M (Lorraine)                         |
| FR-56 | Morbihan                | FR-BRE (Bretagne)                        | FR-E (Bretagne)                         |
| FR-57 | Moselle                 | FR-GES (Grand Est)                       | FR-M (Lorraine)                         |
| FR-58 | Nièvre                  | FR-BFC (Bourgogne-Franche-Comté)         | FR-D (Bourgogne)                        |
| FR-59 | Nord                    | FR-HDF (Hauts-de-France)                 | FR-O (Nord-Pas-de-Calais)               |
| FR-60 | Oise                    | FR-HDF (Hauts-de-France)                 | FR-S (Picardie)                         |
| FR-61 | Orne                    | FR-NOR (Normandie)                       | FR-P (Basse-Normandie)                  |
| FR-62 | Pas-de-Calais           | FR-HDF (Hauts-de-France)                 | FR-O (Nord-Pas-de-Calais)               |
| FR-63 | Puy-de-Dôme             | FR-ARA (Auvergne-Rhône-Alpes)            | FR-C (Auvergne)                         |
| FR-64 | Pyrénées-Atlantiques    | FR-NAQ (Nouvelle-Aquitaine)              | FR-B (Aquitaine)                        |
| FR-65 | Hautes-Pyrénées         | FR-OCC (Occitanie)                       | FR-N (Midi-Pyrénées)                    |
| FR-66 | Pyrénées-Orientales     | FR-OCC (Occitanie)                       | FR-K (Languedoc-Roussillon)             |
| FR-67 | Bas-Rhin                | FR-GES (Grand Est)                       | FR-A (Alsace)                           |
| FR-68 | Haut-Rhin               | FR-GES (Grand Est)                       | FR-A (Alsace)                           |
| FR-69 | Rhône                   | FR-ARA (Auvergne-Rhône-Alpes)            | FR-V (Rhône-Alpes)                      |
| FR-70 | Haute-Saône             | FR-BFC (Bourgogne-Franche-Comté)         | FR-I (Franche-Comté)                    |
| FR-71 | Saône-et-Loire          | FR-BFC (Bourgogne-Franche-Comté)         | FR-D (Bourgogne)                        |
| FR-72 | Sarthe                  | FR-PDL (Pays de la Loire)                | FR-R (Pays de la Loire)                 |
| FR-73 | Savoie                  | FR-ARA (Auvergne-Rhône-Alpes)            | FR-V (Rhône-Alpes)                      |
| FR-74 | Haute-Savoie            | FR-ARA (Auvergne-Rhône-Alpes)            | FR-V (Rhône-Alpes)                      |
| FR-76 | Seine-Maritime          | FR-NOR (Normandie)                       | FR-Q (Haute-Normandie)                  |
| FR-77 | Seine-et-Marne          | FR-IDF (Île-de-France)                   | FR-J (Île-de-France)                    |
| FR-78 | Yvelines                | FR-IDF (Île-de-France)                   | FR-J (Île-de-France)                    |
| FR-79 | Deux-Sèvres             | FR-NAQ (Nouvelle-Aquitaine)              | FR-T (Poitou-Charentes)                 |
| FR-80 | Somme                   | FR-HDF (Hauts-de-France)                 | FR-S (Picardie)                         |
| FR-81 | Tarn                    | FR-OCC (Occitanie)                       | FR-N (Midi-Pyrénées)                    |
| FR-82 | Tarn-et-Garonne         | FR-OCC (Occitanie)                       | FR-N (Midi-Pyrénées)                    |
| FR-83 | Var                     | FR-PAC (Provence-Alpes-Côte d’Azur)      | FR-U (Provence-Alpes-Côte d’Azur)       |
| FR-84 | Vaucluse                | FR-PAC (Provence-Alpes-Côte d’Azur)      | FR-U (Provence-Alpes-Côte d’Azur)       |
| FR-85 | Vendée                  | FR-PDL (Pays de la Loire)                | FR-R (Pays de la Loire)                 |
| FR-86 | Vienne                  | FR-NAQ (Nouvelle-Aquitaine)              | FR-T (Poitou-Charentes)                 |
| FR-87 | Haute-Vienne            | FR-NAQ (Nouvelle-Aquitaine)              | FR-L (Limousin)                         |
| FR-88 | Vosges                  | FR-GES (Grand Est)                       | FR-M (Lorraine)                         |
| FR-89 | Yonne                   | FR-BFC (Bourgogne-Franche-Comté)         | FR-D (Bourgogne)                        |
| FR-90 | Territoire de Belfort   | FR-BFC (Bourgogne-Franche-Comté)         | FR-I (Franche-Comté)                    |
| FR-91 | Essonne                 | FR-IDF (Île-de-France)                   | FR-J (Île-de-France)                    |
| FR-92 | Hauts-de-Seine          | FR-IDF (Île-de-France)                   | FR-J (Île-de-France)                    |
| FR-93 | Seine-Saint-Denis       | FR-IDF (Île-de-France)                   | FR-J (Île-de-France)                    |
| FR-94 | Val-de-Marne            | FR-IDF (Île-de-France)                   | FR-J (Île-de-France)                    |
| FR-95 | Val-d’Oise              | FR-IDF (Île-de-France)                   | FR-J (Île-de-France)                    |

| FR-69D       | Rhône (département) | FR-ARA (Auvergne-Rhône-Alpes) | FR-V (Rhône-Alpes)   | cf. FR-69 |
| FR-69M       | Métropole de Lyon   | FR-ARA (Auvergne-Rhône-Alpes) | FR-V (Rhône-Alpes)   | cf. FR-69 |
| FR-6AE       | Alsace              | FR-GES (Grand Est)            | FR-A (Alsace)        | Collectivité européenne créée en 2021 au sein de la région Grand Est, fusionnant les compétences départementales du Bas-Rhin FR-67 et du Haut-Rhin FR-68. |
| FR-75C FR-75 | Paris               | FR-IDF (Île-de-France)        | FR-J (Île-de-France) | Collectivité territoriale unique, la ville de Paris, qui intègre les compétences départementales et communales.                                           |

## Départements et régions d’outre-mer(5 régions inchangées en 2016)
| Codes  | Codes       | Nom                | Notes |
| Région | Département | Nom                | Notes |
| ------ | ----------- | ------------------ | --- |
| FR-971 | FR-971      | Guadeloupe         | Collectivité départementale d’outre-mer ; Voir également les informations de ISO 3166-1:GP. |
| FR-GUA | FR-GP       | Guadeloupe         | Collectivité départementale d’outre-mer ; Voir également les informations de ISO 3166-1:GP. |
| FR-972 | FR-972      | Martinique         | Collectivité territoriale unique d’outre-mer, qui intègre depuis le 18 décembre 2015 les compétences départementales et régionales, à la suite de la fusion des anciennes collectivités régionales et départementales. Voir également les informations de ISO 3166-1:MQ. |
| FR-MTQ | FR-MQ       | Martinique         | Collectivité territoriale unique d’outre-mer, qui intègre depuis le 18 décembre 2015 les compétences départementales et régionales, à la suite de la fusion des anciennes collectivités régionales et départementales. Voir également les informations de ISO 3166-1:MQ. |
| FR-973 | FR-973      | Guyane (française) | Collectivité territoriale unique d’outre-mer, qui intègre depuis le 18 décembre 2015 les compétences départementales et régionales, à la suite de la fusion des anciennes collectivités régionales et départementales. Voir également les informations de ISO 3166-1:GF. |
| FR-GUF | FR-GF       | Guyane (française) | Collectivité territoriale unique d’outre-mer, qui intègre depuis le 18 décembre 2015 les compétences départementales et régionales, à la suite de la fusion des anciennes collectivités régionales et départementales. Voir également les informations de ISO 3166-1:GF. |
| FR-974 | FR-974      | La Réunion         | Collectivité départementale d’outre-mer ; Voir également les informations de ISO 3166-1:RE. |
| FR-LRE | FR-RE       | La Réunion         | Collectivité départementale d’outre-mer ; Voir également les informations de ISO 3166-1:RE. |
| FR-976 | FR-976      | Mayotte            | Collectivité territoriale unique d’outre-mer, qui intègre depuis le 31 mars 2011 les compétences départementales et régionales, à la suite de la départementalisation de 2009. Voir également les informations de ISO 3166-1:YT.                                         |
| FR-MAY | FR-YT       | Mayotte            | Collectivité territoriale unique d’outre-mer, qui intègre depuis le 31 mars 2011 les compétences départementales et régionales, à la suite de la départementalisation de 2009. Voir également les informations de ISO 3166-1:YT.                                         |

## Collectivités d’outre-mer(7)
| Code  | Nom                                         | Notes |
| ----- | ------------------------------------------- | --- |
| FR-BL | Saint-Barthélemy                            | (voir également les informations de ISO 3166-1:BL) |
| FR-MF | Saint-Martin                                | (voir également les informations de ISO 3166-1:MF) |
| FR-NC | Nouvelle-Calédonie                          | collectivité territoriale d’outre-mer à statut particulier (sui generis) (voir également les informations de ISO 3166-1:NC) |
| FR-PF | Polynésie française                         | (voir également les informations de ISO 3166-1:PF) |
| FR-PM | Saint-Pierre-et-Miquelon                    | (voir également les informations de ISO 3166-1:PM) |
| FR-TF | Terres australes et antarctiques françaises | Ce code ISO 3166-2 (désigné sous la terminologie « Terres australes françaises » par l'ISO 3166-2 qui le classe encore comme un « territoire d'outre-mer ») ne recouvre pas le district administratif de la Terre Adélie (dont la revendication en région Antarctique par la France est gelée au titre du traité sur l'Antarctique et qui, à ce titre, est couvert par le code ISO 3166-1:AQ uniquement) et non comme la collectivité d’outre-mer dans la législation française qui inclut ce territoire aux côtés des autres districts administratifs couverts par ce code ISO 3166-2 (voir également les informations de ISO 3166-1:TF) |
| FR-WF | Wallis-et-Futuna                            | (voir également les informations de ISO 3166-1:WF) |

## Dépendance (1)
| Code  | Nom               | Notes |
| ----- | ----------------- | --- |
| FR-CP | Île de Clipperton | Circonscription administrative qui n’a pas le statut de collectivité, administrée directement par le gouvernement français. |

## Codes réservés
Deux codets sont réservés à titre exceptionnel : 
- Le codet « FX » est demandé par la France (ancien code pour la France métropolitaine).
- Le codet « CP » (en relation avec l’Île de Clipperton) est requis par l’Union internationale des télécommunications (UIT).